# Кут падіння пласта

Кут падіння пласта

Кут паді́ння пласта́ (рос. угол падения пласта, англ. angle of dip, angle of inclination, pitch angle, нім. Neigungswinkel m des Flözes) — кут між пластом і горизонтальною площиною. 
Відповідно до Правил технічної експлуатації вугільні пласти за кутом спаду поділяються на положисті (0…18°), похилі (19…35°), крутопохилі (36…55°) і круті (56…90°).